# バイクMe
バイクMe！（バイクミー）は、株式会社BigBang（福岡県福岡市）が運営する、オートバイ関連ウェブサイトである。元：株式会社バイクブロス（現：プロトコーポレーション）を退社したスタッフたち数名によって設立され、二輪業界では初となる萌え画でのナビゲーターキャラクターや独自のデジタル管理システムなどを開発、運営している。

## 沿革
- 2011年12月 - オートバイ関連ウェブサイト運営会社として設立。
- 2012年4月 - AJ福岡（福岡県オートバイ事業協同組合）へ加盟。
- 2013年9月 - Webikeモトサーチ（（株）リバークレイン）との車両情報の連携を開始。